# Проявочный бачок

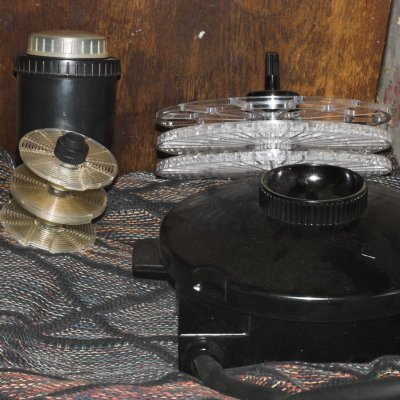
Универсальный фотобачок (слева) и кинобачок УПБ-1А (на две 16-мм киноплёнки по 15 метров).

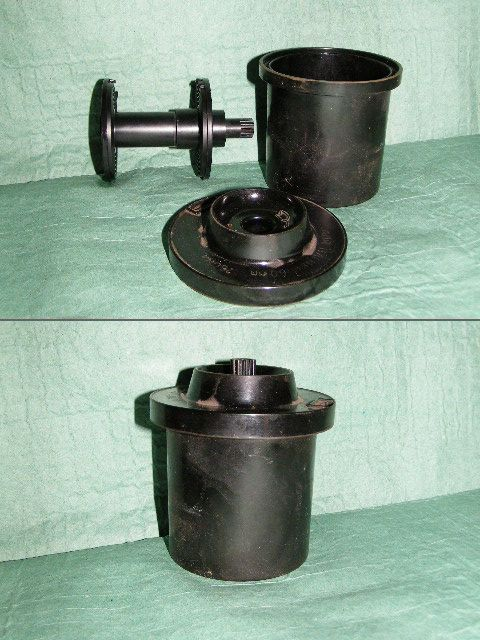
Фотобачок для фотоплёнки типа 120.

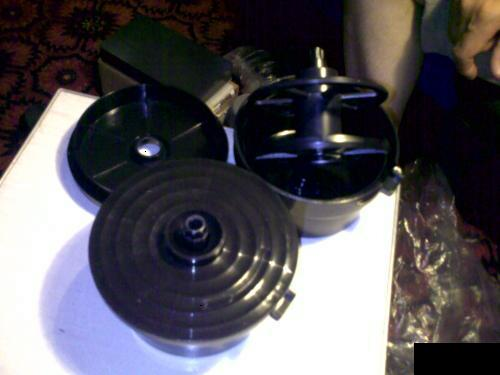
Фотобачки для обработки 35-мм фотоплёнки.

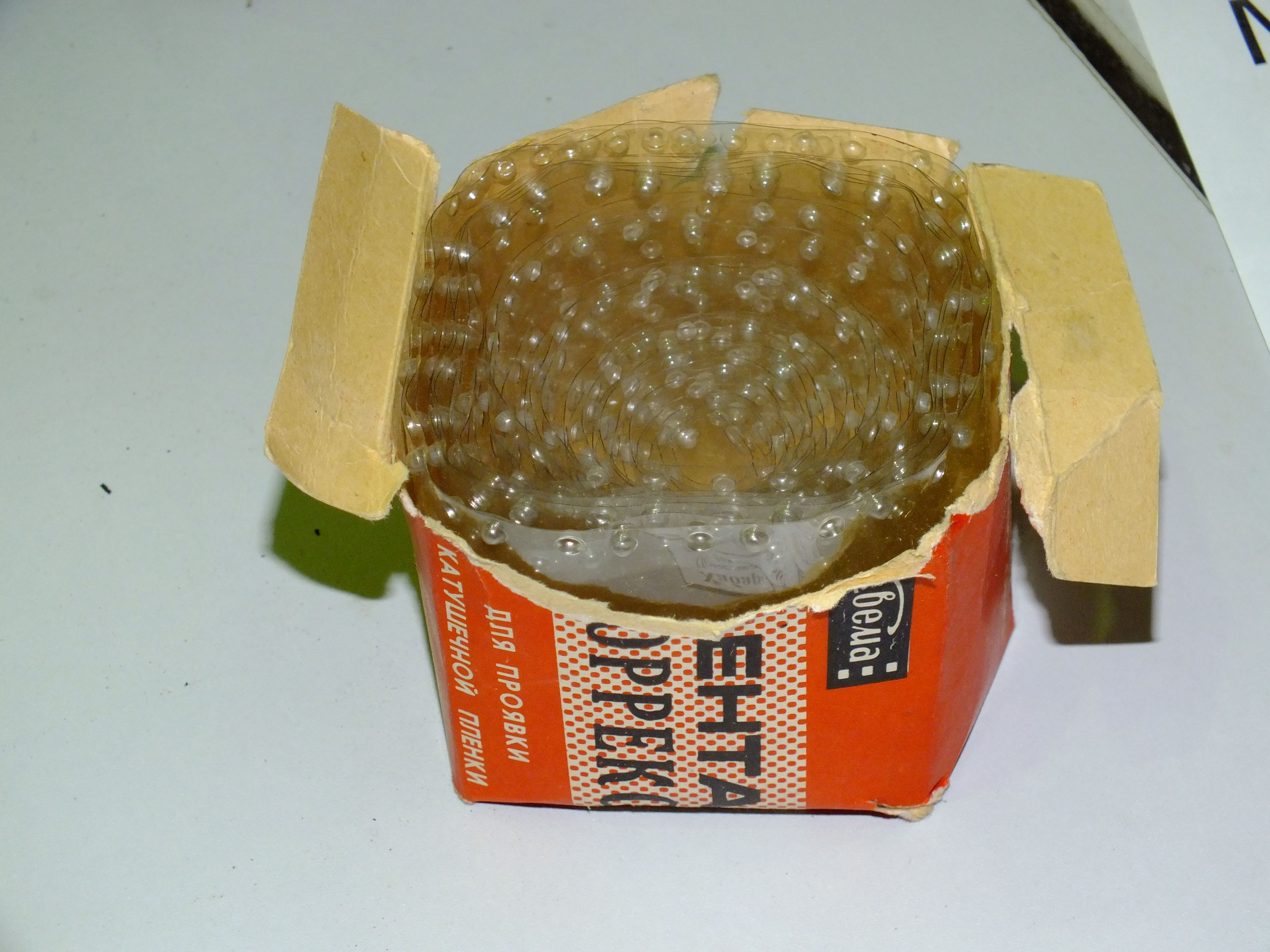
Лента Коррекс для проявки фотоплёнки типа 120 в кружке в темноте.

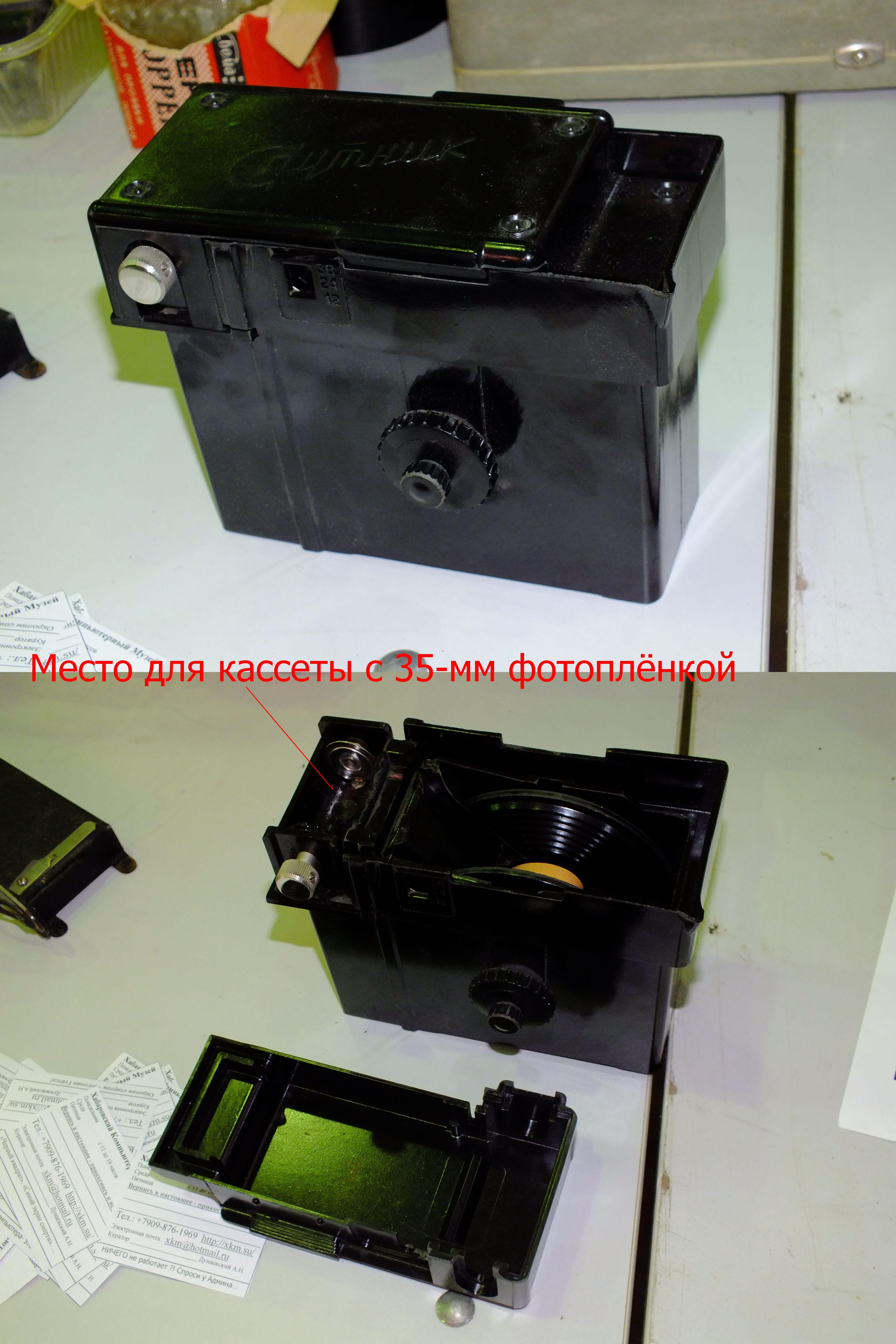
В фотобачок «Спутник» 35-мм фотоплёнку можно заряжать «на свету», не заходя в «тёмную комнату».

Проя́вочный бачо́к, фотобачо́к, кинобачо́к — светонепроницаемый резервуар цилиндрической формы с крышкой, предназначенный для химико-фотографической обработки фотоматериалов. Позволяет проводить обработку фотоматериалов на свету, как в затемнённой фотолаборатории, так и в неприспособленных помещениях. Зарядка бачка фотоматериалом может также производиться в полевых условиях при помощи зарядного рукава.

## Для рулонных материалов
Наибольшее распространение получили бачки для обработки фото- и киноплёнки в любительских условиях. В них плёнка помещается на разъёмных катушках, фиксируемая двумя или одной направляющей спиралью.
Спираль сделана так, чтобы обеспечить равномерно одинаковое расстояние между витками плёнки и препятствовать слипанию витков. В сочетании с вращением катушки это даёт равномерное поступление обрабатывающего раствора к фотоэмульсии.

### Универсальный
В универсальном бачке спирали могут быть расположены на различном расстоянии друг от друга, тем самым один и тот же фотобачок может быть использован для обработки фотоплёнки разной ширины. Наиболее часто выпускается универсальные фотобачки, позволяющие проявлять плёнку шириной 16 мм, 35 мм и 61,5 мм.

### Прозрачность катушек
С появлением обращаемой фотоплёнки, в обработке которой присутствует фаза засветки, было налажено производство бачков, имеющих прозрачные спирали катушек. В противном случае приходилось сматывать плёнку с катушки, засвечивать и наматывать обратно. Что приводило к повреждениям эмульсионного слоя, особенно на 16 мм и 61,5 мм фотоплёнке, не имеющей перфорации (перфорированной плёнке повреждения тоже наносились, но за пределами кадров).

### Кинобачок
Кинобачок отличается конструктивно из-за того, что в нём проявляется не менее 10 метров киноплёнки. Необходимый объём обрабатывающих растворов также значительно больше, и для промывки обычно используется большое количество проточной воды, вводимое через специальный шланг.
Такие бачки выпускаются как для одной 1×8 мм киноплёнки, так и на две 2x8 или 16 мм, и даже многокатушечные, заряжаемые семью киноплёнками 1x8 или пятью 16 мм.
Встречаются бачки для проявления 15 или 20 метров киноплёнки.

### Лента Коррекс
Корре́кс (от лат. correctus — выправленный. Встречается также ударение ко́ррекс) — гибкая лента из пластика (целлулоид и др. материалы), имеющая размеры, идентичные таковым у фотоплёнки, но вместо перфорации снабжённая выпуклостями. Применяется при обработке рулонных фотоплёнок шириной 35 мм и 61,5 мм (реже, так как выпуклости ленты касаются плёнки и попадают в кадр).
С применением ленты коррекс обработку можно производить в любом подходящем по размеру сосуде, что может быть актуально в походных условиях, например. При этом размеры хранения и масса ленты намного меньше таковых для бачка.
Также «зарядка» коррекса плёнкой, производимая сматыванием ленты и плёнки вместе (эмульсией к выпуклостям, после сматывания стягиваются резиновым кольцом), быстрее, чем зарядка в бачок.
Кроме того, объём реактивов при использовании коррекс-ленты обычно меньше, чем в бачке.
Лента коррекс имела широкое распространение при обработке ортохроматических фотоматериалов, обрабатываемых при неактиничном освещении и потому не требовавших светонепроницаемого бачка.

## Для форматных материалов
Бачки для обработки плоских форматных плёнок и цветных фотобумаг предназначены для улучшения соблюдения температурных условий проявления и однообразия условий обработки для нескольких экземпляров фотоматериала.
По мере развития систем автоматической проявки и печати бачки для форматных материалов практически потеряли актуальность.